# دوب دي.أو.دي
دوب دي.أو.دي (بالإنجليزية: Dope D.O.D)‏ فرقة هيب هوب (هارد-كور هيب هوب) و دب-ستيب تتالف من : سكيتس فيشس (Skits Vicious) ، دوبي روتن (Dopy Rotten) و جاي ريبر (Jay Reaper) والدي جي دوكتور ديغلز (Dr. Diggels).

## التاريخ
تأسست الفرقة في هولندا، بالبداية تألفت فقط من سكيتس فيشس ودوبي روتن الذي أصدرا ألبوم "Fountain of Death" (نافورة الموت) سنة 2008 والذي لم يقابل نجاحاً كبيراً. لكن بعد انضمام جاي ريبر قامت الفرقة بإنتاج ألبوم قصير تحت عنوان "The Evil EP" (الشر) والذي يتألف
من 4 مسارب (أغاني) وفي نفس السنة قاموا بانتاج فيديو كليب تحت عنوان "What Happened" (ماذا حدث) الذي حصد الملايين من المشاهدات
والذي لاقى نجاحاً كبيراً في العالم.

## الألبومات
- ألبوم Branded - عام 2011
- ألبوم Da Roach - عام 2013
- ألبوم Master Xploder - عام 2014
- ألبوم Ugly القصير - 2015

## روابط خارجية
- دوب دي.أو.دي على موقع ميوزك برينز (الإنجليزية)
- دوب دي.أو.دي على موقع أول ميوزيك (الإنجليزية)
- دوب دي.أو.دي على موقع ديسكوغز (الإنجليزية)